# 曼代爾 (北卡羅萊納州)
曼代爾（英語：Mandale）是位於美國北卡羅萊納州阿拉曼斯縣的非建制地區。

## 歷史
曼代爾的郵局於1893年設立，其後於1918年停運。

## 地理
曼代爾所處的海拔為高於海平面169米（即554英呎），而該地所採用的時區為UTC-5，即北美东部时区（EST）。同時該地設有夏令時間，為UTC-5調快一小時，即UTC-4（EDT）。